# Batacosa
Batacosa (del idioma mayo: "Donde suena el agua") es un pueblo del municipio de Quiriego, ubicado en el sur del estado mexicano de Sonora. El pueblo es la segunda localidad del municipio más habitada, por debajo de Quiriego, el cual es la cabecera municipal, ya que según los datos del Censo de Población y Vivienda realizado en 2010 por el Instituto Nacional de Estadística y Geografía (INEGI), Batacosa tiene un total de 504 habitantes. Fue fundado en el año de1708 por misioneros jesuitas, mientras se avanzaba la colonización de la Nueva España.

## Geografía
Batacosa se sitúa en las coordenadas geográficas 27°31′51″ de latitud norte y 109°24′13″ de longitud oeste del meridiano de Greenwich, a una elevación de 224 metros sobre el nivel del mar.